# Orgullo de Aarhus
El Orgullo de Aarhus es una marcha del orgullo que se desarrolla de forma anual en Aarhus, Dinamarca, además del evento danés más grande centrado en cuestiones LGBT fuera de Copenhague. La primera edición se celebró en 2012 y desde entonces se ha repetido todos los años. Está gestionado y controlado por particulares de la comunidad LGBT y financiado con fondos de la ciudad de Aarhus. En 2017, unas 6000 personas participaron en los 3,5 kilómetros (2,2 mi) del desfile con carrozas y banderas. 
La marcha se lleva a cabo cada año el primer sábado de junio y dura desde la mañana hasta altas horas de la noche. El primer evento es el desfile en sí, que recorre el histórico Barrio Latino antes de terminar en Vester Allés Kaserne, donde se celebra un festival hasta la noche. El festival incluye diversos deportes como voleibol, bádminton, futbolín, etc. en las zonas verdes frente a la Sala de Conciertos junto a la Plaza de los Oficiales y una zona infantil con castillo hinchable y parque infantil. Asociaciones, organizaciones, empresas y partidos políticos LGBT locales y nacionales ocupan puestos con información, comida y bebidas. En el pequeño escenario situado junto a la sala de conciertos de Aarhus se llevan a cabo diversas actividades. Los DJ tocan música. 